# California Girls
Ne doit pas être confondu avec California Gurls.
Singles de The Beach Boys
Help Me, Rhonda
(1965) The Little Girl I Once Knew
(1965)
California Girls est une chanson écrite par Brian Wilson et Mike Love et enregistrée par les Beach Boys pour leur album de 1965 Summer Days (and Summer Nights!!). Cette chanson a été reprise en 1985 par David Lee Roth.
Une des plus extravagantes reprises est sans doute celle du groupe finlandais Leningrad Cowboys, qui interprètent la chanson avec les Chœurs de l'Armée rouge, pour les albums studio Happy Together (1993) et live Total Balalaika Show (1994).
La version originale des Beach Boys elle est sélectionnée par le Rock and Roll Hall of Fame, en 1995, comme l'une de « 500 chansons qui ont façonné le rock 'n' roll ». En 2004, elle est classée 71e dans la liste des « 500 plus grandes chansons de tous les temps » de Rolling Stone (mais elle ne figure plus dans le classement du magazine américain actualisé en 2021). Elle reçoit un Grammy Hall of Fame Award en 2010.